# Weymouth (stacja kolejowa)
Weymooth – stacja kolejowa w mieście Weymouth w hrabstwie Dorset, końcowa dla linii Heart of Wessex i South Western Main Line. Stacja jest zelektryfikowana (zasilanie trzecią szyną). W przeszłości obsługiwała linie Wilts, Somerset and Weymouth Railway i Weymouth Harbour Tramway prowadzący ulicami miasta i zlikwidowany w 1987.

## Ruch pasażerski
Ze stacji korzysta ok. 543 872 pasażerów rocznie (dane za rok 2021/2022). Posiada bezpośrednie połączenia z Bristolem, Exeterem, Londynem, Bournemouth i Southampton. Pociągi odjeżdżają ze stacji w odstępach co najwyżej półgodzinnych.

## Obsługa pasażerów
Automat biletowy, kasy biletowe, przystanek autobusowy, postój taksówek, kiosk, bufet. Stacja dysponuje parkingiem samochodowym na 45 miejsc i rowerowym na 14 miejsc.